# Operationally Responsive Space Office
L'Operationally Responsive Space Office ou ORS est une entité du département de la Défense des États-Unis créée en 2007 pour permettre aux différentes branches de l'armée américaine de disposer de solutions en matière de conception et de lancement de petits satellites répondant à des besoins tactiques nécessitant une réponse rapide. Les donneurs d'ordre et agences concernées sont l'Armée de Terre, la Marine de guerre, la DARPA, la NRO, la Missile Defense Agency et la NASA. L'ORS est installé sur le site de la base aérienne de Kirtland.

## Réalisations
L'ORS a conçu et fait développer les engins spatiaux suivants : 
- Satellite de reconnaissance ORS-1 placé en orbite en 2011
- Satellite de reconnaissance radar ORS-2  en cours de développement
- Étage supérieur expérimental de lanceur ORS-3 placé en orbite en 2013
- lanceur léger Super Strypi (ORS-4) dont le premier vol en novembre 2015 a été un échec
- Micro satellite de reconnaissance ORS-5 placé en orbite le 26 août 2017